# Ikarov sindrom
Ikarov sindrom (eng. Icarus Factor) četrnaesta je epizoda druge sezone američke znanstveno-fantastične serije Zvjezdane staze: Nova generacija. 

## Radnja
Rikeru je ponuđeno mjesto kapetana na međuzvjezdanom brodu Aries, te Enterprise kreće prema Zvjezdanoj Bazi Montgomery kako bi preuzeo dužnost. Stigavši u Zvjezdanu Bazu, Riker je vidljivo potresen kada njegov otac, Kyle Riker, kojega nije vidio 15 godina dospije na brod da ga obavijesti o njegovoj novoj dužnosti. Odmah postaje očito da je njihov odnos napet i Riker odbija sve pokušaje Kylea da se poveže s njim.
U međuvremenu Worf pokazuje sve veće neprijateljstvo prema posadi bez nekog osobitog razloga. Wesleyjeva istraga o razlogu Worfova nekarakterističnog ponašanja uskoro otkriva da se on osjeća kulturno izoliranim jer mu je deseta godišnjica od njegovog Doba Uzdizanja, rituala koji označava novu razinu klingonskog duhovnog postignuća.

Da bi mu pomogli proslaviti godišnjicu, Data, Geordi i Wesley iznenade ga stvaranjem klingonske ritualne odaje u holodeku. Oni su, iznenađeni kad saznaju da je ritual ispit klingonske sposobnosti da izdrži bol uz pomoć svojih prijatelja.
Dok se Riker sprema za svoj novi zadatak, otac ga izaziva na igru punzo-gai-rokqa. Meč daje Kyleu priliku da konačno riješi svoj konfliktan odnos sa sinom. Dok se posada potišteno priprema da napusti Zvjezdanu Bazu bez Rikera, on ih iznenađuje pojavljujući se na mostu, objavljujući svoju nakanu ostanka na Enterpriseu u ulozi prvog časnika.

## Vanjske poveznice
- Ikarov sindrom na startrek.com  Arhivirana inačica izvorne stranice od 15. kolovoza 2009. (Wayback Machine)